# Lewis Gilbert
Lewis Gilbert (London, 1920. március 6. – Monaco, 2018. február 23.) BAFTA-díjas brit filmrendező, producer, forgatókönyvíró.
Rendezései közt található az Oscar- és BAFTA-díjra jelölt Alfie – Szívtelen szívtipró (1966), a BAFTA-díjat nyert  Rita többet akar – szebb dalt énekelni (1983) és a szintén több neves díjra jelölést szerző Shirley Valentine (1989). 
Három James Bond-filmet rendezett: Csak kétszer élsz (1967), A kém, aki szeretett engem (1977) és Moonraker – Holdkelte (1979). 

## Filmográfia

### Nagyjátékfilmek
| Év   | Magyar cím                             | Eredeti cím                 | Feladatkör | Feladatkör | Feladatkör |
| Év   | Magyar cím                             | Eredeti cím                 | Rendező    | Író        | Producer   |
| ---- | -------------------------------------- | --------------------------- | ---------- | ---------- | ---------- |
| 1948 |                                        | The Little Ballerina        | Igen       | Igen       | Nem        |
| 1949 |                                        | Marry Me!                   | Nem        | Igen       | Nem        |
| 1950 |                                        | Once a Sinner               | Igen       | Nem        | Nem        |
| 1951 |                                        | There Is Another Sun        | Igen       | Nem        | Nem        |
| 1951 |                                        | Scarlet Thread              | Igen       | Nem        | Nem        |
| 1952 |                                        | Emergency Call              | Igen       | Igen       | Nem        |
| 1952 |                                        | Time Gentlemen, Please!     | Igen       | Nem        | Nem        |
| 1953 |                                        | Cosh Boy                    | Igen       | Igen       | Nem        |
| 1953 |                                        | Johnny on the Run           | Igen       | Nem        | Igen       |
| 1953 |                                        | Albert R.N.                 | Igen       | Nem        | Nem        |
| 1954 |                                        | The Good Die Young          | Igen       | Igen       | Nem        |
| 1954 |                                        | The Sea Shall Not Have Them | Igen       | Nem        | Nem        |
| 1955 |                                        | Cast a Dark Shadow          | Igen       | Nem        | Nem        |
| 1956 |                                        | Reach for the Sky           | Igen       | Igen       | Nem        |
| 1957 | Különös hajótöröttek                   | The Admirable Crichton      | Igen       | Igen       | Nem        |
| 1958 |                                        | Carve Her Name with Pride   | Igen       | Igen       | Nem        |
| 1958 | Sikoly az utcáról                      | A Cry from the Streets      | Igen       | Nem        | Nem        |
| 1959 |                                        | Ferry to Hong Kong          | Igen       | Igen       | Nem        |
| 1960 |                                        | Light Up the Sky!           | Igen       | Nem        | Igen       |
| 1960 |                                        | Sink the Bismarck!          | Igen       | Nem        | Nem        |
| 1961 |                                        | The Greengage Summer        | Igen       | Nem        | Nem        |
| 1962 | Lázadó hajó                            | H.M.S. Defiant              | Igen       | Nem        | Nem        |
| 1964 | A hetedik nap                          | The 7th Dawn                | Igen       | Nem        | Nem        |
| 1966 | Alfie – Szívtelen szívtipró            | Alfie                       | Igen       | Nem        | Igen       |
| 1967 | Csak kétszer élsz                      | You Only Live Twice         | Igen       | Nem        | Nem        |
| 1970 | Szerencsevadászok                      | The Adventurers             | Igen       | Igen       | Igen       |
| 1971 |                                        | Friends                     | Igen       | Igen       | Igen       |
| 1974 |                                        | Paul and Michelle           | Igen       | Igen       | Igen       |
| 1975 |                                        | Operation Daybreak          | Igen       | Nem        | Nem        |
| 1976 | Hét éjszaka Japánban                   | Seven Nights in Japan       | Igen       | Nem        | Igen       |
| 1977 | A kém, aki szeretett engem             | The Spy Who Loved Me        | Igen       | Nem        | Nem        |
| 1979 | Moonraker – Holdkelte                  | Moonraker                   | Igen       | Nem        | Nem        |
| 1983 | Rita többet akar – szebb dalt énekelni | Educating Rita              | Igen       | Nem        | Igen       |
| 1985 | Közel a paradicsomhoz                  | Not Quite Paradise          | Igen       | Nem        | Igen       |
| 1989 | Shirley Valentine                      | Shirley Valentine           | Igen       | Nem        | Igen       |
| 1991 | Csupa balláb                           | Stepping Out                | Igen       | Nem        | Igen       |
| 1995 | Megkísértve                            | Haunted                     | Igen       | Igen       | Igen       |
| 2002 | Temetetlen emlékek                     | Before You Go               | Igen       | Nem        | Nem        |

### Egyéb filmek
| Év   | Eredeti cím                                            | Feladatkör | Feladatkör | Feladatkör | Megjegyzések                                         |
| Év   | Eredeti cím                                            | Rendező    | Író        | Producer   | Megjegyzések                                         |
| ---- | ------------------------------------------------------ | ---------- | ---------- | ---------- | ---------------------------------------------------- |
| 1945 | The Ten Year Plan                                      | Igen       | Igen       | Nem        | dokumentum-rövidfilm                                 |
| 1946 | Arctic Harvest                                         | Igen       | Nem        | Nem        | dokumentum-rövidfilm                                 |
| 1947 | World Economic Geography: Fishing Grounds of the World | Igen       | Nem        | Nem        | dokumentum-rövidfilm Sailors Do Care címen is ismert |
| 1949 | Under One Roof                                         | Igen       | Nem        | Nem        | dokumentum-rövidfilm                                 |